# 威克利夫 (肯塔基州)
威克利夫（英語：Wickliffe），是美国肯塔基州的一座城市。建立于1880年，面积约为2.8平方公里（1.1平方英里）。根据2020年美国人口普查，该市的人口为670人。